# Altendorf (Fröndenberg)
Altendorf è una frazione del comune di Fröndenberg/Ruhr, nel land della Renania Settentrionale-Vestfalia, in Germania.
Già comune autonomo, fu incorporato a Fröndenberg/Ruhr il 1º gennaio 1968.